# 千葉県少年野球連盟
特定非営利活動法人千葉県少年野球連盟（ちばけんしょうねんやきゅうれんめい）は、千葉県千葉市に事務所を置く青少年のための野球組織で、小学生対象の少年野球大会の開催や、その指導者・審判員の育成や研修等を行っている。法人認証は2002年（平成14年7月29日）。

## 概要
2006年現在、千葉県下全域に14の支部を持ち、およそ600の加盟少年野球クラブチーム（小学生対象）を有する。
全国的な団体である全日本軟式野球連盟（JSBB）学童部からは独立した組織であり、大会日程を相互に調整はするが上位大会への代表チーム推挙等の交流はない。

## 主催する野球大会
下記の4大会を主催する。いずれも広域上位大会はない。しかし、宿泊が必要な遠征を伴う全国大会出場は、子供達への体力的・金銭的負担を考慮すると断念せざるを得ないクラブ、あるいは全国大会の存在自体を疑問視し、意図して出場を忌避するクラブも存在する。むしろ下記の各種大会優勝による「千葉県一」を最も価値ある称号としてこれを第一の目標にしているチームも数多い。
- 千葉県少年野球大会（夏季）：後援団体名より「千葉日報杯」と呼ばれる。本大会は8月。
- 少年野球千葉県選手権大会（秋季）：後援団体名より「ろうきん旗」と呼ばれる。本大会は11月。
- 千葉県少年野球低学年大会：後援団体名より「ロッテ旗」と呼ばれる。本大会は10月。
- 千葉県少年野球友遊ボール大会

## 県内大会
上述のように、千葉県少年野球連盟は全日本軟式野球連盟（JSBB）とは別個に大会を開催しているため、JSBBによる全国大会や関東大会の県代表予選大会が合わせて3大会（全日本学童、関東学童、日本ハム旗）、日本体育協会によるスポーツ少年団千葉県代表選出大会に加えて千葉県少年野球連盟の4大会で、合計8種類もの「千葉県一」の称号が存在する。